# Џенола (Минесота)
Џенола (енгл. Genola) град је у америчкој савезној држави Минесота.

## Демографија
По попису из 2010. године број становника је 75, што је 4 (5,6%) становника више него 2000. године.
| Група             | 2000.       | 2010.       |
| Белци             | 71 (100,0%) | 75 (100,0%) |
| Афроамериканци    | 0 (0,0%)    | 0 (0,0%)    |
| Азијати           | 0 (0,0%)    | 0 (0,0%)    |
| Хиспаноамериканци | 0 (0,0%)    | 0 (0,0%)    |
| Укупно            | 71          | 75          |